# 箱根登山鉄道ケ1形客車
箱根登山鉄道ケ1形客車（はこねとざんてつどうケ1がたきゃくしゃ）は、箱根登山鉄道（現：小田急箱根）が同社鋼索線用へ1950年（昭和25年）に投入したケーブルカー車両。鋼索線における2代目車両にあたる。

## 概要・運用
戦時中の不要不急線として1944年（昭和19年）2月10日に運行休止となった鋼索線は、戦後5年目となる1950年（昭和25年）7月1日に営業運転を再開した。その際に導入された新型車両が本形式である。
戦前に使用されていた木造車両であるケ形とは異なる片側3扉の鋼製車体で、全席クロスシートであったが、制御装置はケ形と同様のギーセライ・ベルン式を採用していた。登場当初の集電装置は小型のビューゲル2基であったが後に小型パンタグラフ2基に改装されている。また、登場当初の塗装は上半分がクリーム色、下半分が薄青色であったが、後に小田急3000形（SE車）の登場に合わせ、窓回りを黄色、下半分と屋根付近を赤色、窓下に白帯、そして前面をV字の金太郎塗りと呼ばれる塗装へと改めている。
1971年（昭和46年）に3代目車両にあたるケ2形が登場するまで使用された。